# Park im. Legionów w Łodzi

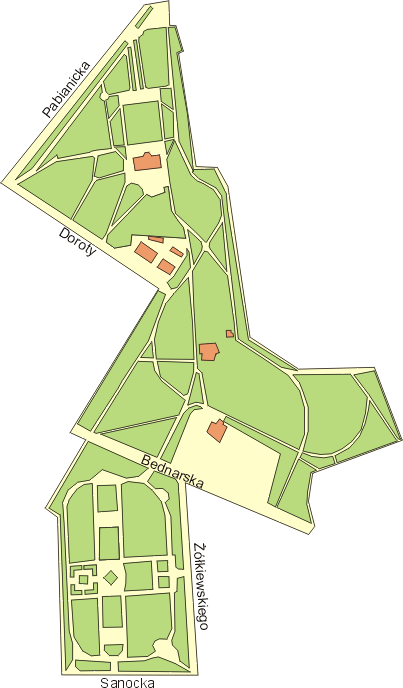
Mapa parku

Park im. Legionów (dawniej; Park im. Władysława Hibnera oraz Park ZUS) – położony w dzielnicy Górna. Rozciąga się między ulicami Pabianicką i Doroty a Sanocką. Wejście do parku od strony placu Niepodległości jest geometrycznym przedłużeniem ulicy Piotrkowskiej. Składa się z dwóch rozdzielonych ul. Bednarską części; południowej i północnej – niegdyś osobnych parków. Wspólna nazwa parku im. Legionów została nadana w 1994 roku. Powierzchnia parków połączonych wynosi 9,72 ha (6,93 ha + 2,79 ha).

## Przyroda
Znajdują się tu największe w Łodzi okazy magnolii, żeńskie okazy cisa, klon srebrzysty o obwodzie pnia 3 m, skupiska drzew pochodzących z lasów
- Dalekiego Wschodu
  - brzoza Ermana
- USA
  - orzech szary

Unikatami są:
- jodła kalifornijska
- klon tatarski.

Urozmaiceniem są pięknie i kolorowo kwitnące różaneczniki.
W części północnej d. parku Hibnera znajduje się siedem pomników przyrody:
- cztery dęby szypułkowe o obwodach pnia od 245 do 380 cm,
- dwa dęby czerwone o obwodzie 250 cm i 295 cm oraz
- buk pospolity odmiana czerwonolistna o obwodzie 240 cm.

W północno-wschodniej części d. „parku ZUS” rośnie nieduży okaz skrzydłorzecha kaukaskiego.

## Park Hibnera
Dawny Park Hibnera to park pofabrykancki, początkowo zajmował obszar pomiędzy ul. Pabianicką, Doroty a z wschodniej strony przylegał do zabudowań fabryki wyrobów wełnianych „Leonhardt, Woelker i Girbardt”. Obecnie ta część parku im. Legionów jest zabytkiem (nr rej. A/329 z 29.12.1992).
Fabryka założona została w 1878 roku przez Ernsta Leonhardta – Saksończyka, który przybył do Łodzi w 1877 roku i wraz ze swoim szwagrem Wilhelmem Woelkerem oraz sprowadzonym do miasta Saksończykiem Hilamarem Girbardtem, zakupił w wówczas podłódzkiej wsi Dąbrowa ziemię i wybudował fabrykę produkującą przędzę czesankową, sukno i tkaniny.
Nazwisko fabrykanta dało nazwę położonemu obok placowi zwanemu „Rynkiem Leonarda” – obecnie Plac Niepodległości.
Pierwsza część parku powstała prawdopodobnie w 1888 roku, wówczas też powstał pałac w którym mieszkał Leonhardt, a obecnie znajduje się Urząd Stanu Cywilnego Łódź Górna.
Drugą część parku sięgającą od ul. Doroty do ul. Bednarskiej fabrykant zakupił w 1905 roku dla swoich wspólników, którym wybudował domy. Obecnie mieszczą się w nich Państwowy Dom Dziecka im. Stanisława Jachowicza oraz przedszkole. Ta część parku została urządzona przez sprowadzonych do tego celu niemieckich ogrodników. Wówczas też zamknięto ul. Doroty, tak by połączyć dwie części parku, ogrodnicy starali się również wizualnie ujednolicić obydwie części parku, dlatego w nowej części wsadzano duże drzewa.
Początkowo park był ogrodzony i zamknięty dla publiczności, dwa wejścia prowadziły od ulicy Bednarskiej oraz od Pabianickiej przy obecnym placu Niepodległości.
W parku znajdowały się obecnie nieistniejące stawy, których woda służyła do produkcji w pobliskiej fabryce, jeden z nich – znajdujący się przed pałacem od strony ul. Pabianickiej służył również do kąpieli.
Część północno-zachodnia parku przeznaczona była na sad owocowy, a w części południowej przy ul. Bednarskiej znajdowały się korty tenisowe.
Z zakładami włókienniczymi Leonhardta, Woelkera i Girbardta związana jest również historia budynku Pod Góralem. Budynek wybudowany ok. 1910 roku według projektu Leona Lubotynowicza dla Witolda Jana Starowicza, dyrektora zakładów. W 1938 roku park wraz z fabryką zakupił Markus Kohn.

### Okres II wojny światowej
W czasie wojny z fabryki jak i budynków korzystali Niemcy, a po wojnie park zarządzany był przez Zakłady Przemysłu Wełnianego. W przylegającej fabryce hitlerowcy utworzyli warsztaty lotnicze, a sam park był zaniedbany, wycięto cześć drzew, zniknęły pergole.

### Lata 50. XX wieku
W 1952 roku podjęte zostały prace porządkowe:
- zasypano dwa z trzech stawów (kolejny wysechł w późniejszych latach),
- zlikwidowano sad,
- wytyczono nowe alejki,
- dosadzono drzewa,
- park został udostępniony mieszkańcom Łodzi.

### Lata 60. XX wieku
W latach 60. korty tenisowe zostały zlikwidowane i w ich miejscu powstał plac zabaw.

### Obecnie
W marcu 2005 roku otwarto Ośrodek Sportu i Rekreacji Angelica, jest to kompleks sportowy z podziemnym parkingiem wybudowany przez Wyższą Szkołę Informatyki. W jego skład wchodzą baseny, hydromasaże, jacuzzi, zjeżdżalnia i sztuczna rzeka, a także siłownia, fitness, hala sportowa, sauny. Korzystać z niego mogą nie tylko studenci i pracownicy Uczelni, ale także wszyscy mieszkańcy miasta. Ośrodek otrzymał imię wnuczki założycielki Wyższej Szkoły Informatyki Anieli Bednarek.

## Park ZUS
Dawny park ZUS został założony na terenie osiedla mieszkaniowego pracowników Zakładu Ubezpieczeń Społecznych w latach 1932–1934 według projektu znanego łódzkiego architekta zieleni Stefana Rogowicza.
Osiedle mieszkaniowe ZUS-u wybudowano na obszarze 7 ha między ulicami Bednarską, Sanocką, Unicką i Dygasińskiego. Zakładano budowę 14 bloków, wybudowano połowę. Dominantą osiedla jest charakterystyczny budynek wieży ciśnień przy ulicy Dygasińskiego.

### Lata 90. XX wieku
Zmodernizowano nawierzchnię alejek i parterów kwiatowych oraz urządzono plac zabaw.

### Obecnie
Z północy na południe rozciągają się prostokątne różane partery kwiatowe. Wzdłuż głównych alei wysadzanych lipami poustawiane są ławeczki z widokiem na róże. W zachodniej części parku znajduje się nieduży plac zabaw, kolejny – znacznie większy, mieści się tuż przy parku po drugiej stronie ul. Sanockiej, zaś przy ul. Bednarskiej umieszczono kilka stolików z ławeczkami.
23 września 2017 w parku został odsłonięty pomnik legionisty, przedstawiającego postać młodego mężczyzny w szynelu i maciejówce, trzymającego u swego boku karabin. Budowa pomnika sfinansowana została ze zbiórki publicznej oraz darowizn. Pomysłodawcami akcji byli członkowie Związku Legionistów Polskich i Ich Rodzin. Autorem pomnika jest natomiast łódzki rzeźbiarz Marcin Mielczarek.

## W pobliżu
- ulica Piotrkowska
- pl. Niepodległości
- fabryka braci Stolarow – ul. Rzgowska 26/28
- Park im. gen. Jarosława Dąbrowskiego
- Kościół Matki Bożej Anielskiej
- Czerwony Rynek
- Park Sielanka
- Park Miejski przy ul. Leczniczej
- Park im. Władysława Stanisława Reymonta
- Skwer Dubaniewicza